# Betsi Flint
Betsi Flint (* 13. August 1992 in Huron, South Dakota), früher Betsi Metter, ist eine US-amerikanische Beachvolleyballspielerin.

## Karriere
Flint spielte zunächst Hallenvolleyball als Schülerin der High School in Phoenix und später als Libera im Team der Loyola Marymount University in Los Angeles. Seit 2012 spielt sie Beachvolleyball. Von 2014 bis 2018 war Kelley Larsen ihre Partnerin auf der AVP-Tour und der FIVB World Tour. Larsen/Flint wurden 2014 Fünfte bei der U23-Weltmeisterschaft in Myslovice. Auf der FIVB World Tour 2017 siegten sie bei den Turnieren in Jiangning und Ulsan.
Seit April 2018 spielte Flint zusammen mit Emily Day. Day/Flint gewannen das 3-Sterne-Turnier der FIVB World Tour in Haiyang und wurden 2019 bei den 3-Sterne-Turnieren in Sydney und Edmonton jeweils Zweite. Beim 4-Sterne-Turnier 2021 in Itapema erreichten sie Platz fünf.
2022 spielte Flint zusammen mit Kelly Cheng. Bei den Elite16-Turnieren der World Beach Pro Tour erreichten Flint/Cheng in Rosarito Platz vier und in Jūrmala Platz neun. Bei der Weltmeisterschaft in Rom erreichten sie als Gruppenzweite die Hauptrunde, in der sie gegen das deutsche Duo Karla Borger / Julia Sude ausschieden. Anschließend feierten sie mit dem Sieg beim Elite16-Turnier in Hamburg ihren größten Erfolg.
Von November 2022 bis August 2024 startete Flint an der Seite von Julia Scoles. Flint/Scoles erreichten beim Elite16-Turnier im australischen Torquay den zweiten Platz und gewannen im folgenden Monat das NORCECA Beach Tour Finale. Bei der World Pro Tour 2023 hatten die beiden Amerikanerinnen zahlreiche Top-Ten-Platzierungen, darunter Platz zwei beim Elite16-Turnier in Montréal.

## Privates
Flint ist seit Mai 2014 mit dem Basketballspieler Chase Flint verheiratet.